# Adena Friedman
Pour les articles homonymes, voir Friedman.
Adena T. Friedman (née en 1969) est une femme d'affaires américaine. Elle est PDG du NASDAQ depuis janvier 2017 et la première femme à diriger un groupe boursier.  
Le magazine Forbes l'a classé à plusieurs reprises parmi les femmes les plus puissantes du monde sur sa liste annuelle Power Women. 

## Enfance et éducation
Adena Robinson Testa naît en 1969 près de Baltimore. Elle est la fille de Michael D. Testa, directeur général de T. Rowe Price, et d'Adena W. Testa, avocate au cabinet d'avocats Baltimore Stewart, Plant & Blumenthal. 
Enfant, elle fréquente la Roland Park Country School puis obtient un diplôme en Business Administration en sciences politiques au Williams College et un MBA de la Owen Graduate School of Management de l'Université Vanderbilt. 

## Carrière
Après son diplôme, Friedman rejoint le Nasdaq en 1993. Elle y est notamment responsable des produits de données et directrice financière. Elle quitte la société en 2011 pour rejoindre la société d'investissement privée Carlyle Group en tant que directrice financière et directrice générale. 
En 2014, Friedman rejoint à nouveau le Nasdaq en tant que COO. Elle devient PDG en janvier 2017, succédant à Robert Greifeld. 
Selon la liste Forbes Power Women, Friedman considère le Nasdaq comme un « moteur du capitalisme » et plaide pour « ramener les entreprises sur le marché public et rendre l'investissement accessible». En tant que PDG, elle est « concentrée sur la diversification du Nasdaq en une entreprise technologique axée sur les opportunités de croissance, telles que les services de recherches de données. » 
En avril 2019, Friedman donne une conférence TED intitulée « Quel est l'avenir du capitalisme? ». Elle a également participé au magazine The Economist The World in 2020 avec une chronique intitulée « Idées pour moderniser le capitalisme », prédisant que « la lutte pour l'âme de l'économie mondiale va se réchauffer ».
Friedman est administrateur de classe B de la Federal Reserve Bank de New York depuis décembre 2018,. Elle siège également au conseil d'administration de FCLTGlobal, une organisation à but non lucratif qui recherche des outils encourageant l'investissement à long terme. 

## Vie privée
En 1993, elle épouse Michael Cameron Friedman lors d'une cérémonie presbytérienne à Hanovre, dans le New Hampshire, avec lequel elle aura deux garçons. Elle est également ceinture noire en taekwondo.  